# Zekova Glava
Zekova Glava – szczyt w masywie Bjelasica w Czarnogórze o wysokości 2117 m n.p.m. Jest to drugi pod względem wysokości szczyt tego pasma.